# كوكي إيشي (سياسي)
كوكي إيشي (6 نوفمبر 1940 - 25 أكتوبر 2002) (باليابانية: 石井 紘基) هو سياسي ياباني من الحزب الديمقراطي الياباني (DPJ)، قُتل في ظروف غامضة.

## مسيرته
تخرج إيشي من كلية الحقوق جامعة شوؤو، ثم واصل دراسته العليا في جامعة واسيدا. خلال دراسته شارك في الحركة الطلابية لمدة ست سنوات.
عاش إيشي في الاتحاد السوفياتي لمدة 6 سنوات كطالب دولي في جامعة موسكو الحكومية، وذلك بناء على تزكية من ياسوشي أكوتاجاوا، ممثل لجنة الصداقة بين الاتحاد السوفياتي-الياباني في ذلك الوقت. هناك تخصصَّ إيشي في نظرية الدولة والقانون، وحصل على الدكتوراه في الفلسفة.
بعد عودته من موسكو، بدأ إيشي نشاطه السياسي مع حزب الاتحاد الديمقراطي الاشتراكي الياباني (SDF). في عام 1992 انشق عن الحزب، ودخل حزب اليابان الجديد وانتُخِب في مجلس النواب الياباني في عام 1993. وكان إيشي نائب وزير البرلمان في وكالة الإدارة والتنسيق تحت رئاسة رئيس الوزراء تسوتومو هاتا.
في 25 أكتوبر 2002، طُعن إيشي حتى الموت من قبل «إيتو هاكوسوي»، وهو رجل عصابات تابع لمنظمة ياماغوتشي-غومي.
قال إيتو أنه نفذّ الجريمة لأن إيشي رفض دفع رشوة. ادّعت الشرطة أن إيتو كان لديه دوافع «شخصية»، الشيء الذي لم يؤدي إلى تعميق التحقيقات. وفي 15 نوفمبر 2005، حكمت المحكمة العليا اليابانية على إيتو بالسجن مدى الحياة دون أن تتمكن من تحديد الدافع. إيشي هو ثالث سياسي ياباني قتل بعد نهاية الحرب العالمية الثانية.
بعد وفاة إيشي، تم إجراء انتخابات فرعية في مقاطعة طوكيو السادسة في 27 أبريل 2003، وتم انتخاب يوكو كومياما من الحزب الديمقراطي الياباني في مجلس النواب. رفضت عائلة إيشي تأييدها.